# Riachuelo (comuna)
Riachuelo fue una comuna del sur de Chile que integró el antiguo departamento de Osorno, en la provincia de Llanquihue. Existió entre 1891 y 1928.

## Historia
La comuna fue creada por decreto del 22 de diciembre de 1891, con el territorio de las subdelegaciones 5.° a 7.°. Su cabecera fue la localidad de Riachuelo.
En 1907, de acuerdo al censo de ese año, la comuna tenía una población de 13 645 habitantes. 
Esta comuna fue suprimida mediante el Decreto con Fuerza de Ley N.º 8.583 del 30 de diciembre de 1927, dictado por el presidente Carlos Ibáñez del Campo como parte de una reforma político-administrativa, anexando su territorio a la comuna de Río Negro. La supresión se hizo efectiva a contar del 1 de febrero de 1928.